# О, боги
О, боги (англ. Ye Gods) — другий сегмент 5-го епізоду 1-го сезону телевізійного серіалу «Зона сутінків», центральною темою якого є переплетення долі давньогрецького бога кохання Купідона та звичайного яппі в сучасному американському місті.

## Сюжет
Тод Етінджер, американський яппі, після обіду зі своїм колегою зіштовхується з випадковою перехожою. В цей час Купідон намагається закохати їх одне в одного, використавши чари, однак його задум зазнає невдачі, оскільки Етінджер, незважаючи на очевидну симпатію, що з'явилася між ним та жінкою, яку він перед цим ненавмисно штовхнув, відмовляється робити перший крок. Це сильно обурює Купідона, який згодом заходить до кабінету Тода й після тривалої, не дуже приємної розмови пускає в його серце три стріли. Від цього моменту Тод починає страждати від нерозділеного кохання. Через деякий час Етінджер знаходить Купідона на світському прийомі у бога виноробства Бахуса та дізнається, що Купідон злий через те, що розійшовся зі своєю коханою — фурією Мегерою. За допомогою закляття, яке дав Бахус, Етінджер серед ночі викликає Мегеру та пояснює їй, для чого він це зробив. Фурія коротко розповідає Тодові, чому розійшлася з Купідоном, — багато років тому в нього був роман зі смертною жінкою на ім'я Друзілла, яку Мегера, дізнавшись про це, перетворила на деревну жабу, — та зникає. Наступного дня Етінджер, впевнений в тому, що його кохання є нещасливим через цю особисту драму Купідона, зайшовши до свого службового кабінету, повторно викликає Мегеру для того, щоб остаточно пояснити їй все, однак вона попереджає, що перетворить і його на деревну жабу. В цей час до кабінету заходить Купідон та після нетривалої сварки з фурією визнає, що був неправий, та запевняє, що тепер шкодує про це. Після цього між ним та Мегерою знову з'являються почуття. Наприкінці епізоду в новий автомобіль Тода врізається інша машина. Спочатку прикро вражений подією, Етінджер з подивом помічає Ейпріл, ту саму жінку, яку він кохав весь цей час, — виявляється, що саме вона сиділа за кермом того автомобіля. Саме під час цієї неочікуваної зустрічі повз Тода та його коханої проїжджають щасливі Купідон з Мегерою, стосунки яких поновилися. Таким чином, Тод Етінджер та Купідон знову віднайшли те, що здавалося втраченим назавжди, — кохання своїх жінок.

## Заключна оповідь
«Ароматний подих шансу мимоволі несе на собі тендітний пух романтики. В інших руках справжнє кохання, можливо, — дурниця, гра у кості, шанс, що надається нам з високого Олімпу, дах над головою для безсмертних у зоні сутінків».

## Цікаві факти
- Епізод не має оповіді на початку.
- Роль Бахуса в епізоді є фінальною в телевізійній кар'єрі актора Джона Майхерса.

## Ролі виконують
- Девід Дюкс — Тод Етінджер
- Роберт Морзе — Купідон
- Каролін Сеймур — Мегера
- Джон Майхерс — Бахус
- Ендрю Мессет — Пітер
- Петті Карр — Ейпріл
- Інгрід Болтінг — жінка

## Реліз
Прем'єрний показ епізоду відбувся у Великій Британії 25 жовтня 1985.